# Кундара
Кундара (на френски: Koundara) е град в Северно-западна Гвинея, регион Боке. Административен център на префектура Кундара. Населението на града през 2014 година е 27 433 души.